# Agueda Monasterio de Lattapiat
Agueda Monasterio de Lattapiat (1776-1817), va ser una de les heroïnes nacionals de la Guerra d'Independència de Xile. Va servir com a espia i missatgera dels rebels.

## Primers anys

### Vida familiar
Agueda Monasterio de Lattapiat va néixer en una llar de classe mitjana a Xile. Filla d'Antonia Lemus Silva i En Ignacio Monasterio. Les dues famílies eren molt conegudes i respectades. En Ignacio Monasterio era un comerciant que donava una vida còmoda per a Agueda i els seus set germans. Quatre dels nens eren nois i els altres quatre eren noies. La seua família va ser una de les primeres de colons xilens que desitjaven una economia i una democràcia per a Xile. A catorze anys es va casar amb Jean Lattapiat. Un oficial de marina francés la reputació del qual es basava en la seua defensa del port de Buenos Aires.

### Matrimoni
Jean Lattapiat va estar ocupat per la marina francesa amb la defensa del port de Buenos Aires, després que els britànics llançaren un atac naval. El polític, escriptor i periodista Vicente Grez va assenyalar sobre la parella que "la seua espasa era coneguda i temuda, però el seu personatge també era tan fort com l'acer". Junts van tenir cinc fills, Francisco, Bruno, Juan, Manuela i Juana.

## Participació en la revolució
Els realistes volien que la Corona seguira al poder i suprimira qualsevol revolució que pogués produir-se. La tensió va ser tan elevada durant aquest temps "que pràcticament tots els homes de Santiago portaven una arma al carrer". Sovint es produïen combats al mig del carrer, entre elles el motí de Figueroa. On el seu fill es va vore atrapat pels trets i ella va mostrar la seva primera demostració de valentia i voluntat de morir pels seus fills, mentre corria entre trets per salvar el seu fill caigut.
Durant aquest temps, la Corona espanyola va establir una restricció al comerç amb francesos, anglesos i estatunidencs. Utilitzant aquesta ira i opressió ella va animar els comerciants a descontentar-se políticament. Això és important a causa del gran nombre de llocs que visiten els comerciants i del gran nombre de persones que veuen. Si un comerciant és descontent, molts més poden seguir la seva influència. Això difon l'esperit revolucionari i l'ajuda. Els que sentien fermament la independència de Xile podien aprendre dels comerciants què feien les persones amb mentalitats i on es reunien.

Agueda va ser una part essencial de l'espionatge a Xile. El seu nom era conegut a causa de les famílies pròsperes d'ella i del seu marit, cosa que feia comprensible que la gent estigués sovint a casa seva. La seva casa també es trobava en un lloc molt convenient, convertint-se en el centre d'informació.
| «              | A la seva sala d'estar, una habitació modesta, de ben segur, no es reunia l'elegant societat, sinó gent més seriosa, fins i tot severa, que vivia del seu treball i devia al seu èxit [empresarial] les comoditats i els plaers que eren els seus. La seva societat va constituir les forces democràtiques després de la revolució; els interessava més la seva pròpia independència juntament amb la de la república. | » |
| — Vicente Grez | |   |

Agueda i la seva filla, Juana, van enviar cartes secretes entre els comitès que participaven en l'organització de la revolta a casa seva. Es va convertir en la responsable del correu entrant i sortint de funcionaris exiliats. Els missatges que Agueda Monasterio De Lattapiat va enviar van notificar als funcionaris exiliats les notícies rebels de Xile. Aquestes notificacions ajudarien els exiliats a planificar un atac contra els espanyols a Xile en el moment perfecte. Jean Lattapiat va treballar per la independència de Xile, convertint-lo així en un exiliat. Aquesta persecució afegida al seu marit va provocar una tensió emocional d'Agueda. Agueda era molt coneguda a Xile a causa de la seva història familiar amb la reialesa espanyola i la formació militar del seu marit. Tot i que això va ajudar amb el pas i l'arribada dels rebels, va dificultar-li l'enviament d'informació als funcionaris. El govern espanyol es va desconfiar del seu espionatge i aviat la va advertir que si continuava entraria a la presó.

## Temps a la presó
Després de continuar espiant, enviant cartes i sent el centre de la revolució, va ser tancada a la presó. A finals de 1816, una segona revolució va esclatar pels patriotes i els realistes volien que revelara els seus contactes. Creien que això impediria una altra revolució. A risc de la seva pròpia vida, es va negar a revelar els seus aliats. El governador espanyol va ordenar que es construira una forca a la plaça principal de la ciutat, de manera que la pogués veure des de la seva cel·la. No se li va permetre parlar amb la seva família ni amb cap amic. Això només va ser dolorós, però els interrogatoris es van esforçar mentalment i la manca de menjar va debilitar la seva força física. Quan la manifestació d'una mort imminent no la va dissuadir, el governador espanyol, conegut per ser "capaç de ferotge crueltat" amenaçar amb tallar-li la mà a la seva filla mentre observava. No només afectaria l'estat emocional d'Agueda, sinó que Juana també va estar molt implicada en la revolució. Davant aquesta amenaça altres reialistes es van involucrar per detindre el pla. La van deixar en llibertat i van escortar Agueda i Juana a casa. Això no va ser degut a la compassió per Agueda, però la seva forta popularitat provocaria sens dubte un aixecament.

## Mort
Agueda Monasterio De Lattapiat va morir pocs dies després de la seva sortida de la presó. La tensió mental i emocionalva ser fatal. Va morir el 6 de febrer de 1817, sis dies abans de la victòria dels patriotes a Chacabuco el 12 de febrer de 1817.